# Amtsgericht Staffelstein
Das Amtsgericht Staffelstein war ein von 1879 bis 1959 existierendes bayerisches Gericht der ordentlichen Gerichtsbarkeit mit Sitz im heutigen Bad Staffelstein.
Anlässlich der Einführung des Gerichtsverfassungsgesetzes am 1. Oktober 1879 wurde in der Stadt Staffelstein ein Amtsgericht errichtet, dessen Sprengel aus dem vorherigen Landgerichtsbezirk Staffelstein gebildet wurde und somit die damaligen Gemeinden Altenbanz, Birkach, Dittersbrunn, Döringstadt, Draisdorf, Ebensfeld, Ebing, Frauendorf, Grundfeld, Herreth, Horsdorf, Kleukheim, Kümmel, Medlitz, Messenfeld, Nedensdorf, Oberbrunn, Oberküps, Oberleiterbach, Prächting, Rattelsdorf, Schönbrunn, Schwabthal, Serkendorf, Stadel, Staffelstein, Stublang, Uetzing, Unnersdorf, Unterbrunn, Unterleiterbach, Unterneuses, Unterzettlitz, Weingarten, Wiesen, Wolfsdorf und Zapfendorf umfasste. Nächsthöhere Instanz war das Landgericht Bamberg.
In Folge der Aufhebung des Amtsgerichts Seßlach am 1. Oktober 1929 vergrößerte sich der Amtsgerichtsbezirk Staffelstein um die Orte Busendorf, Eggenbach, Freiberg, Kaltenbrunn und Lahm, und durch die Auflösung des Amtsgerichts Scheßlitz am 1. Januar 1932 kam noch die Gemeinde Lauf hinzu.
Nach der kriegsbedingten Herabstufung des Amtsgerichts Staffelstein zu einer Zweigstelle des Amtsgerichts Lichtenfels im Landgerichtsbezirk Coburg und der amtlichen Bestätigung dieser Maßnahme im Jahre 1956 wurde diese Zweigstelle auf Anordnung des Bayerischen Staatsministeriums der Justiz mit Wirkung vom 1. Juli 1959 aufgehoben.